# Shuangqiao, Chengde
Shuangqiao (kinesiska: 双桥区, 双桥) är ett härad i Kina.   Det ligger i Chengde i provinsen Hebei, i den nordöstra delen av landet, 170 km nordost om huvudstaden Peking. Antalet invånare är 424897. Befolkningen består av 212 101 kvinnor och 212 796 män. Barn under 15 år utgör 12,0 %, vuxna 15-64 år 79 %, och äldre över 65 år 8,0 %.